# Oscar Bobb
Oscar Bobb, né le 12 juillet 2003 à Oslo en Norvège, est un footballeur international norvégien d'origine gambienne jouant au poste d'ailier droit à Manchester City.

## Biographie

### En club
Né à Oslo en Norvège, Oscar Bobb est formé par le FK Lyn puis par le Vålerenga Fotball. Considéré comme l'un des talents les plus prometteurs du pays, il est très vite suivi par de nombreux clubs européens comme le FC Porto qui tente de le recruter en 2018 mais il rejoint finalement l'Angleterre en 2019 pour s'engager en faveur de Manchester City afin d'y poursuivre sa formation. 
Auteur de 7 buts et 10 passes décisives en 26 matchs, Bobb est récompensé de sa saison 2021-2022 en étant élu meilleur joueur de l'académie de Manchester City.
Il s'impose avec l'équipe réserve des Skyblues dès sa première saison, ce qui lui permet d'être repéré par Pep Guardiola, qui le convoque pour la première fois avec le groupe professionnel de Manchester City, lors d'une match de coupe d'Angleterre face à Swindon Town le 7 janvier 2022. Son équipe s'impose par quatre buts à un mais il reste sur le banc des remplaçants sans entrer en jeu,. 
Bobb joue son premier match avec l'équipe première de Manchester City le 2 septembre 2023, à l'occasion d'une rencontre de Premier League contre le Fulham FC. Il entre en jeu et son équipe l'emporte par cinq buts à un.
Le 19 septembre 2023, il joue son premier match en Ligue des champions, lors d'un match de phase de groupe contre l'Étoile rouge de Belgrade. Il entre en jeu et son équipe s'impose par trois buts à un,. 
Il est élu pour le but du mois en Premier League en janvier 2024 qu’il a notamment marqué le 13 janvier lors d’une rencontre contre Newcastle en faisant un double contact sur un magnifique centre de Kevin De Bruyne grâce auquel il offre la victoire à Manchester City.

### En sélection
Oscar Bobb possède des origines gambiennes mais représente son pays de naissance en sélection, la Norvège.
Avec les moins de 18 ans il joue un total de six matchs, tous en 2021, et marque deux buts.
Oscar Bobb joue son premier match avec l'équipe de Norvège espoirs le 24 septembre 2022, lors d'un match amical face à la Suisse. Il est titularisé et se fait remarquer en inscrivant également son premier but avec cette sélection, participant à la victoire des siens ce jour-là (3-2 score final),.
Il est retenu avec les espoirs pour participer au championnat d'Europe espoirs en 2023.

## Style de jeu
Ailier droit gaucher repiquant dans l'axe, Oscar Bobb est réputé pour sa technique, ses dribbles et son sens du but. Ses capacités lui valent très jeune le surnom de « Messi norvégien ».

## Statistiques

### En club
| Saison                | Club                  | Championnat           | Championnat | Championnat | Championnat | Coupe nationale | Coupe nationale | Coupe nationale | Coupe de la Ligue | Coupe de la Ligue | Coupe de la Ligue | Supercoupe | Supercoupe | Supercoupe | Compétition(s) continentale(s) | Compétition(s) continentale(s) | Compétition(s) continentale(s) | Compétition(s) continentale(s) | Coupe du monde des clubs | Coupe du monde des clubs | Coupe du monde des clubs | Total | Total | Total |
| Saison                | Club                  | Division              | M.          | B.          | P.d.        | M.              | B.              | P.d.            | M.                | B.                | P.d.              | M.         | B.         | P.d.       | Comp.                          | M.                             | B.                             | P.d.                           | M.                       | B.                       | P.d.                     | M.    | B.    | P.d.  |
| 2023-2024             | Manchester City       | Premier League        | 14          | 1           | 1           | 5               | 0               | 0               | 1                 | 0                 | 0                 | -          | -          | -          | C1                             | 4                              | 1                              | 0                              | 2                        | 0                        | 0                        | 26    | 2     | 1     |
| 2024-2025             | Manchester City       | Premier League        | 3           | 0           | 0           | -               | -               | -               | -                 | -                 | -                 | 1          | 0          | 1          | C1                             | -                              | -                              | -                              | 2                        | 1                        | 0                        | 6     | 1     | 1     |
| 2025-2026             | Manchester City       | Premier League        | 1           | 0           | 1           | -               | -               | -               | -                 | -                 | -                 | -          | -          | -          | C1                             | -                              | -                              | -                              | -                        | -                        | -                        | 1     | 0     | 1     |
| Total sur la carrière | Total sur la carrière | Total sur la carrière | 18          | 1           | 2           | 5               | 0               | 0               | 1                 | 0                 | 0                 | 1          | 0          | 1          | -                              | 4                              | 1                              | 0                              | 4                        | 1                        | 0                        | 33    | 3     | 3     |

### En sélection nationale
| Saison                | Sélection             | Phases finales        | Phases finales | Phases finales | Phases finales | Éliminatoires | Éliminatoires | Éliminatoires | Ligue des nations | Ligue des nations | Ligue des nations | Matchs amicaux | Matchs amicaux | Matchs amicaux | Total | Total | Total |
| Saison                | Sélection             | Compétition           | M              | B              | Pd             | M             | B             | Pd            | M                 | B                 | Pd                | M              | B              | Pd             | M     | B     | Pd    |
| --------------------- | --------------------- | --------------------- | -------------- | -------------- | -------------- | ------------- | ------------- | ------------- | ----------------- | ----------------- | ----------------- | -------------- | -------------- | -------------- | ----- | ----- | ----- |
| 2023-2024             | Norvège               | -                     | -              | -              | -              | 3             | 0             | 0             | -                 | -                 | -                 | 5              | 2              | 1              | 8     | 2     | 1     |
| 2024-2025             | Norvège               | -                     | -              | -              | -              | 2             | 0             | 0             | -                 | -                 | -                 | -              | -              | -              | 2     | 0     | 0     |
| Total sur la carrière | Total sur la carrière | Total sur la carrière | -              | -              | -              | 5             | 0             | 0             | -                 | -                 | -                 | 5              | 2              | 1              | 10    | 2     | 1     |

## Palmarès
Manchester City
- Champion d'Angleterre (1) :
  - Champion en  2024

- Coupe du monde des clubs de la FIFA (1) : 
  - Vainqueur en 2023

- Supercoupe de l'UEFA (1) :
  - Vainqueur en 2023

- Community Shield (1) :
  - Vainqueur en 2024
- Coupe d'Angleterre
  - Finaliste en 2024